# Teruel Airport
Teruel Airport är en flygplats i Spanien.   Den ligger i provinsen Provincia de Teruel och regionen Aragonien, i den östra delen av landet, 210 km öster om huvudstaden Madrid. Teruel Airport ligger 1 014 meter över havet.
Terrängen runt Teruel Airport är varierad. Runt Teruel Airport är det ganska tätbefolkat, med 67 invånare per kvadratkilometer. Närmaste större samhälle är Teruel, 12,1 km sydost om Teruel Airport. Trakten runt Teruel Airport består till största delen av jordbruksmark.